# Concert spirituel
Pour les articles homonymes, voir concert spirituel (homonymie).
Un concert spirituel est un concert qui répond à au moins l’une des deux caractéristiques suivantes : avoir un programme constitué (en partie ou en totalité) de musique sacrée ; avoir lieu à un moment important de l'année liturgique.

## Historique
Un précédent, probablement sous l'influence de Monteverdi, se retrouve déjà dans le monde protestant (Dresde) : Kleine geistliche Konzerte (Petits Concerts spirituels) de Heinrich Schütz (1585-1672), publiés en 1636 (SWV 282 à 305) et 1639 (SWV 306 à 337).
L'expression « concert spirituel » est sans doute due à l'organiste Pierre Chabanceau de La Barre vers 1650 :
« Dans les concerts que l'on appelait « spirituels » comme ceux de La Barre, des programmes pouvaient se constituer sans même avoir recours aux compositions latines d'usage liturgique, à l'aide seulement des œuvres morales et pieuses en langue française. »
C'est sans doute en référence à ces concerts qu'Anne Danican Philidor baptise Concert spirituel sa nouvelle organisation de concerts, fondée en 1725. Le programme de ce Concert spirituel est largement composé de musique sacrée, et les concerts ne peuvent avoir lieu que les jours de fêtes religieuses ou lors de périodes de « pénitence ».
Le succès du Concert spirituel parisien fait tellement d'émules que l'expression devient commune, les caractéristiques des concerts spirituels étant peu ou prou les mêmes d'un endroit à l'autre.
Des concerts sont donc organisés, au cours du siècle, dans différentes villes de France, comme Bordeaux, Grenoble ou Rouen, mais aussi dans d'autres pays, comme à Vienne (Autriche).
À Paris, la Révolution française, proclamant la liberté des théâtres et par contrecoup des concerts, on voyait jusqu'à plusieurs « concerts spirituels » le même jour :
« Cette association de mots ne servit plus qu'à caractériser le genre de musique formant le programme lorsqu'elle ne fut pas seulement une étiquette dissimulatrice ayant pour but de justifier un spectacle les jours de fêtes religieuses pour lesquels la police continuait d'imposer la relâche.  »
À partir de 1801, l'Opéra de Paris donne à nouveau un programme de musique sacrée au moment de Pâques. Les « concerts spirituels » reviennent à Noël 1806. Dans les décennies suivantes, des concerts spirituels ont lieu à Paris pendant la Semaine sainte et, certaines années, à l'Ascension, la Pentecôte, la Toussaint et Noël. Toutefois, le programme n'était pas toujours constitué de musique sacrée ; dans certains concerts « spirituels », on n'en comptait aucun. Ces concerts étaient organisés tantôt par l'Opéra de Paris, tantôt par le Théâtre italien de Paris, parfois par les deux théâtres conjointement.
L'école de chant d'Alexandre-Étienne Choron organise à son tour des « exercices ou concerts spirituels », avec surtout de la musique sacrée. La Société des concerts du Conservatoire reprend ensuite la tradition des concerts spirituels.
Depuis le milieu du XIXe siècle et jusqu'à nos jours, l'expression de « concert spirituel » n'est plus employée que pour désigner un concert de musique sacrée, indépendamment de l'époque où il est donné.